# Sarifer flavirameus
Sarifer flavirameus är en skalbaggsart som beskrevs av Kirsch 1870. Sarifer flavirameus ingår i släktet Sarifer och familjen långhorningar. Inga underarter finns listade i Catalogue of Life.